# Alfredo Casella
Pour les articles homonymes, voir Casella (homonymie).
Alfredo Casella (né le 25 juillet 1883 à Turin et mort à Rome le 5 mars 1947) est un compositeur, chef d'orchestre et pianiste italien de la première moitié du XXe siècle.

## Biographie
Alfredo Casella est né à Turin, dans une famille de musiciens, le 25 juillet 1883. Son grand-père, un ami de Paganini, est premier violoncelle au théâtre San Carlo de Lisbonne. Il se produit parfois comme soliste dans la chapelle royale de Turin. Le père d'Alfredo, Carlo, est également violoncelliste professionnel comme deux de ses frères. Sa mère joue du piano et c'est elle qui lui donna ses premières leçons de musique.
Alfredo entre au Conservatoire de Paris en 1896 pour étudier sous la direction de Gabriel Fauré et de Louis Diémer. Il a pour condisciples Maurice Ravel et Georges Enesco. De cette période de sa vie, Casella gardera toujours une grande attirance pour la musique de Claude Debussy, dont il révère le célèbre Prélude à l'après-midi d'un faune.
En 1912, il dirige, les Concerts populaires au Trocadéro. Il enseigne le piano au Conservatoire de Paris entre 1912 et 1915. De retour à Rome, il est nommé professeur de piano à l'Académie Sainte-Cécile, prenant la suite de Giovanni Sgambati. En 1917, il fonde la Societa Italiana di Musica Moderna, qui deviendra en 1923 Corporazione delle Musiche Nuove, section italienne de la Société internationale pour la musique contemporaine. En 1921, Casella va aux États-Unis en tant que compositeur, pianiste et chef d'orchestre et dirige l'Orchestre de Philadelphie. Il dirige également à Chicago, Detroit, Cincinnati, Cleveland et Los Angeles.
S'inscrivant dans la grande tradition de la musique instrumentale européenne (Allemagne et France), Casella a composé, avec génie, trois symphonies particulièrement achevées. On lui doit aussi des opéras, de la musique de chambre, ainsi que des pièces pour piano.
Un savant mélange de diverses époques et tendances musicales.

## Œuvres

### Opéras et musiques pour scène
- Il convento veneziano, Op. 18 (1912-1913) ballet (Scala de Milan, le 7 février 1925)
- Notte di maggio [nuit de mai] op. 20 pour voix et orchestre(1913), sur un texte de Giosuè Carducci
- La giara, Op. 41 (1924), ballet (Paris, le 19 novembre 1924)
- La donna serpente, Op. 50 (1928-1931), opéra (Rome, le 17 mars 1932)
- La favola d'Orfeo, Op. 51 (1932), opéra de chambre (Venise, le 6 septembre 1932)
- Il deserto tentato, Op. 60 (1937) mystère en un acte (Florence, le 6 mai 1937)
- La camera dei disegni (balletto per Fulvia), Op. 64 (Rome, 1940)
- La rosa del sogno, Op. 67 (1943) balletto

### Musique symphonique
- Symphonie no 1 en si mineur, op.5 (1905-6)
- Italia, rapsodie pour grand orchestre op.11 (1909)
- Symphonie no 2 en do mineur, op.12 (1908-9)
- Le Couvent sur l'Eau, suite symphonique tirée du Il convento veneziano (Paris, le 23 avril 1914)
- Elegia eroica op.29 (1916), écrit « à la mémoire du soldat tué à la guerre », créé à Rome en juin 1917[1]
- Concerto pour quatuor à cordes et orchestre op.40 (1923-1924)
- Partita pour piano et orchestre op.42 (1924-1925)
- Concerto romano pour orgues, timpani, ottoni et cordes op.43 (1926)
- Sérénade pour petit orchestre, op.46b (1930)
- Concerto en la mineur pour violon et orchestre op.48 (Moscou, 1928)
- Introduzione, aria e toccata pour orchestre op.55 (Rome, 1933)
- Triple concerto pour violon, violoncelle et piano op.56 (Berlin, 1933)
- Concerto pour violoncelle et orchestre op.58 (1934-1935; Rome, 1936)
- Concerto pour orchestre in due tempi, op.61 (Amsterdam, 1937)
- Symphonie no 3 op.63 (1939-1940, Chicago)[1]
- Paganiniana, divertimento pour orchestre op.65 (1942)
- Concerto pour piano, cordes et percussions, op.69 (1943)

### Musique religieuse
- Missa solemnis « pro pace » (1944), sa dernière œuvre.

### Piano
- Pavane, op.1 (1902)
- Variazioni su una ciaccona, op.3 (1903)
- Toccata, op.6 (1904)
- Sarabande, op.10 (1908)
- Berceuse triste, op.14 (1909)
- Barcarolla, op.15 (1910)
- À la Manière de... Op.17, 17 bis
- Nove pezzi, op.24 (1915)
- Pagine di guerra, 4 film musicali pour piano à quatre mains (1915, Orchestré en 1918)
- Pupazzetti, 5 pièces faciles pour piano à quatre mains (1916)
- Sonatine, op.28 (1916)
- A notte alta, op.30 (1917)
- Deux contrastes, op.31 (1916)- (1918)
- Cocktail's dance (1918)
- Inezie, op.32 (1918)
- 11 Pezzi infantili, op.35 (1920)
- Deux Ricercare sur le nom de B-A-C-H, op.52 (1932)
- Sinfonia, arioso e toccata op.59 (1936)
- 6 études, op.70 (1942-1944)
- Trois Pieces pour Pianola, avant 1921

### Musique de chambre
- Barcarolle et scherzo pour flûte et piano op.4 (1903)
- Sonate no 1 pour violoncelle et piano op.8 (1906)
- Cinq pièces pour quatuor à cordes op.34 (1920)
- Scarlattiana, Divertimento sur une musique de Domenico Scarlatti pour piano et petit orchestre. (1926)
- Sonate no 2 en do majeur pour violoncelle et piano op.45 (1926)
- Trio pour violon, violoncelle et piano op.62  (1938)
- Sonate pour harpe op.68 (1943)
- Siciliana e Burlesca pour flûte et piano

## Sources
- (it) Cet article est partiellement ou en totalité issu de l’article de Wikipédia en italien intitulé « Alfredo Casella » (voir la liste des auteurs).